# Verbesina crassicephala
Verbesina crassicephala là một loài thực vật có hoa trong họ Cúc. Loài này được Sagást. & Quipuscoa mô tả khoa học đầu tiên năm 2000.